# Улица Крузенштерна
Улица Крузенштерна — улица на востоке Москвы в районе Лефортово Юго-Восточного административного округа от ТТК до проезда Завода Серп и Молот.

## Происхождение названия
Проектируемый проезд № 1053 получил название в ноябре 2020 года в память о русском мореплавателе адмирале Иване Крузенштерне (1770—1846).

## Описание
Улица расположена на рекультивируемой и застраиваемой территории бывшего металлургического завода «Серп и Молот», где в настоящее время ведётся строительство кварталов Свобода и Смелость — частей жилого комплекса «Символ».
Начинается от ТТК вблизи южного выхода Лефортовского тоннеля, проходит на восток, затем поворачивает на юго-восток параллельно проезду Завода Серп и Молот и выходит на него. Улицу пересекает проезд Невельского.